# Kalem Company
La Kalem Company è stata una casa di produzione cinematografica statunitense fondata a New York nel 1907 da George Kleine, Samuel Long e Frank J. Marion. Prese il nome dalle iniziali K(leine) L(ong) M(arion) dei suoi fondatori.
La casa di produzione organizzò diverse compagnie con regolari troupe formate di registi e attori che giravano film in diverse località. I primi film, la Kalem li girò a New York, quindi vennero formati dei centri di produzione permanenti in California, in Florida e New Jersey. Troupe lavorarono in maniera continuativa anche in Irlanda, Egitto e Palestina.

## Storia
La compagnia si associò immediatamente alle altre già riunite nella Motion Picture Patents Company, una società che deteneva il monopolio della produzione e distribuzione dei film sul territorio degli Stati Uniti. Frank Marion era stato il direttore commerciale della Biograph Company, mentre Samuel Long il direttore delle strutture di produzione della stessa casa.
Dal momento che avevano bisogno di radunare un capitale maggiore, i due esperti cineasti convinsero l'uomo d'affari di Chicago George Kleine a diventare loro socio. Kleine, che già aveva avuto un certo successo come distributore di film, rimase all'interno della società solo per poco tempo, ma l'avventura rappresentò comunque per lui un buon investimento perché i suoi due soci in breve tempo furono in grado di acquistare le sue quote ad un prezzo considerevolmente maggiore.
La compagnia iniziò ad operare da un piccolo ufficio al numero 131 della 24ª strada di New York. I soci riuscirono ad ingaggiare, sottraendolo alla Biograph, il direttore generale e regista Sidney Olcott, che diventò il presidente della Kalem Company e venne ricompensato con delle quote societarie. La Kalem non disponeva di studi al coperto, così la maggior parte dei suoi film vennero girati in esterni. Nel febbraio 1907, la compagnia realizzò il suo primo lungometraggio, intitolato The Sleigh Belle. Mentre la Kalem mieteva un successo dopo l'altro, la Biograph segnava il passo e la sua produzione andava a rilento, anche a causa della perdita di collaboratori importanti.

### I film in Irlanda

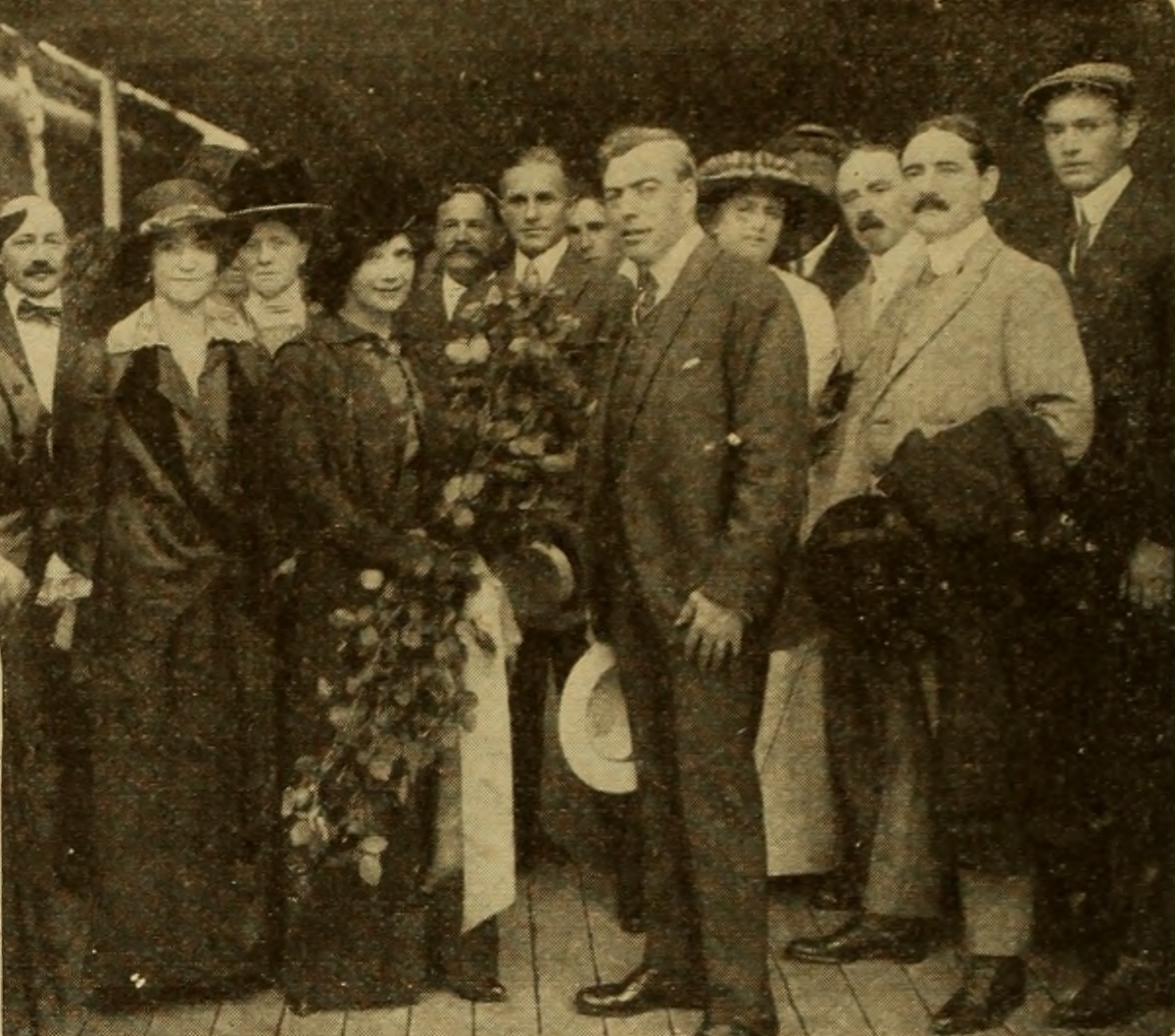
Gene Gauntier, Sidney Olcott e Jack J. Clark in partenza per l'Irlanda (novembre 1912)

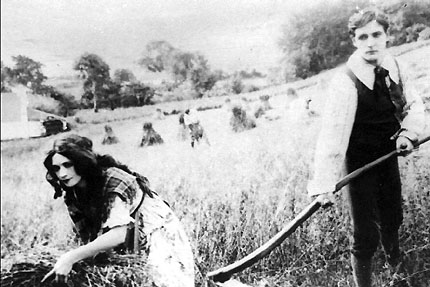
Gene Gauntier e Jack J. Clark in una scena di You Remember Ellen girato in Irlanda nel 1912

Sotto la direzione di Olcott, la Kalem realizzò diversi film importanti, tra cui il primo adattamento cinematografico di Ben Hur e Dr. Jekyll and Mr. Hyde (1908). Nel 1910 Olcott affidò il primo ruolo della carriera all'attrice Alice Joyce in The Deacon's Daughter. In quello stesso anno la compagnia girò dei film in Irlanda, diventando così il primo studio statunitense a realizzare un film al di fuori degli Stati Uniti. Olcott guidò la spedizione in Irlanda come regista, portando con sé la prima attrice e sceneggiatrice della compagnia Gene Gauntier, l'attore Robert Vignola e il cameraman George Hollister. Sull'isola girarono A Lad from Old Ireland e vari cortometraggi ambientati al Castello di Blarney, Glengarriff e sui Laghi di Killarney. Olcott, Valentine Grant - la sua futura moglie - e altri dello studio trascorsero in Irlanda la maggior parte dell'estate anche nei due anni seguenti. Gli O'Kalems come la troupe statunitense venne simpaticamente soprannominata, girarono una quindicina di pellicole come Rory O'More, The Gypsies of Old Ireland, You Remember Ellen e The Colleen Bawn. Solo lo scoppio della prima guerra mondiale impedì a Olcott di aprire uno studio fisso a Beaufort, nella Contea di Kerry come aveva progettato di fare.
I film girati in Irlanda spinsero nel 1912 Olcott a portare una troupe in Palestina per girare un film di cinque rulli. Intitolato From the Manger to the Cross; or, Jesus of Nazareth, il film racconta la storia della vita di Gesù ed è stato considerato il più importante film muto ad aver affrontato questo tema. Fu tale il successo che il film incassò ben un milione di dollari (per l'epoca, una cifra stratosferica): in Inghilterra, ne parlò con entusiasmo addirittura il vescovo di Londra. Ma, sia Olcott che Gene Gauntier, dopo questa lunga avventura all'estero e i loro successi, decisero ambedue di lasciare la compagnia che non voleva aumentare i loro compensi. Fu un duro colpo per la casa di produzione che a un certo punto si trovò senza la guida di Olcott, privata anche delle idee vulcaniche della Gauntier: dopo le dimissioni di Olcott nel 1915, visti tramontare i suoi tempi d'oro, la Kalem passò presto di mano.

### Gli studi in Florida e in California

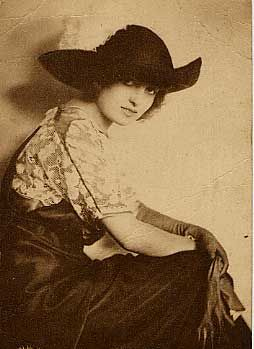
Alice Joyce, 1915

La Kalem fu una delle prime case a continuare a girare film per tutto l'anno grazie a delle strutture realizzate in Florida da usare durante l'inverno. Della squadra dislocata in Florida facevano parte Olcott, il cameraman George Hollister, lo scenografo Allen Farnham, il trovarobe Arthur Clough e gli attori Gene Gauntier, Jack J. Clark, Robert Vignola e Ethel Eastcourt.
Nell'autunno 1910, la Kalem iniziò ad organizzare altri studi per le riprese. In novembre William Wright, il tesoriere della società, venne inviato in missione sulla costa orientale per valutare la fattibilità di uno studio permanente da impiegare per la realizzazione di film western. Wright si rese conto del potenziale della zona e dopo aver ottenuto l'autorizzazione dalla casa madre acquistò una proprietà vicino al Verdugo Canyon a Glendale in California, dove venne inviata da New York una troupe composta dal regista Kenean Buel e da Alice Joyce, George Melford, Jane Wolfe, Frank Lanning, Howard Oswald, Frank Brady, Knute Rahm, Francelia Billington e Daisy Smith. Data la forte richiesta di film western sul mercato, nel 1911 la compagnia aprì un secondo studio californiano a Santa Monica dove vennero messi sotto contratto gli attori Ruth Roland, Marin Sais, Ed Coxen e Marshall Neilan. La struttura di Santa Monica in seguito venne utilizzata per girare comiche e commedie. La Kalem si servì degli studi in California fino all'ottobre 1913, quando acquistò le strutture degli Essanay Studios al 1425 di Fleming Street a East Hollywood.

### Le produzioni seriali e la cessione

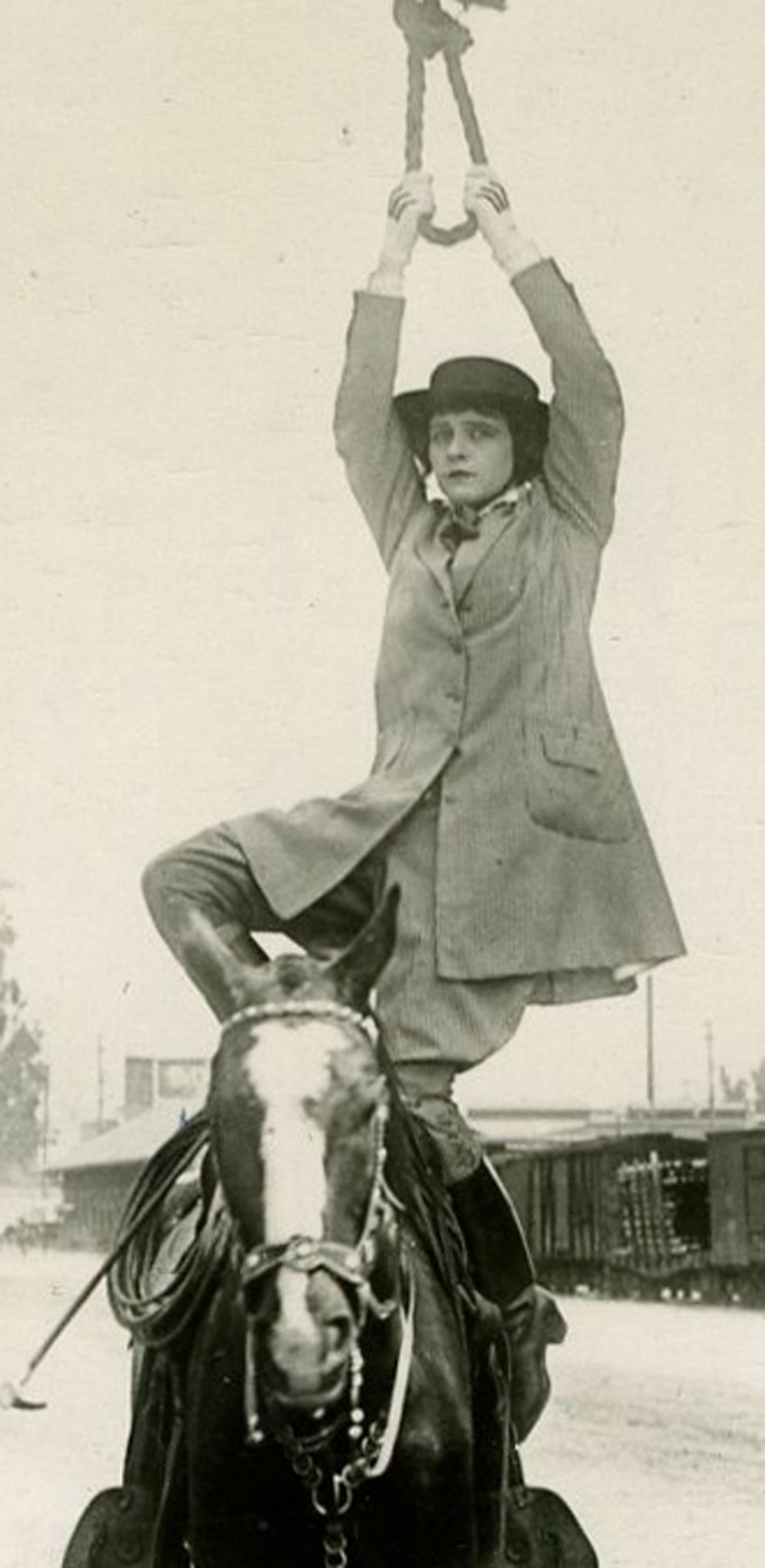
Helen Gibson mentre gira The Hazards of Helen

Nel novembre 1914, la Kalem lanciò il primo dei 119 episodi della serie di film The Hazards of Helen; si trattava di film d'avventura la cui protagonista Helen venne interpretata da Helen Holmes per i primi 26 episodi, fino a quando lei e suo marito, il regista J.P. McGowan, abbandonarono la Kalem per fondare una propria casa di produzione. Durante le riprese, i due avevano iniziato una relazione che era sfociata nel matrimonio. Vennero sostituiti dal regista James Davis e dall'attrice Elsie MacLeod negli episodi dal 27 al 49, quando venne trovata una nuova e definitiva interprete nella persona di Helen Gibson.
Sulla scia del successo di Hazards of Helen la Kalem mise contemporaneamente in produzione un'altra serie d'azione/avventura, distribuita nell'ottobre 1915, intitolata The Ventures of Marguerite e interpretata da Marguerite Courtot.
Per un certo periodo si unirono alla compagnia anche Allan Dwan, che girò alcuni film nel 1913, e Mary Pickford. Nel corso degli anni, la Kalem mise sotto contratto vari registi e attori diventati registi come Robert Vignola, George Melford, James W. Horne, Rube Miller, William Beaudine, Harry F. Millarde e Robert Ellis. Nel 1915, la compagnia perse Sidney Olcott che lasciò per lavorare come indipendente per la World Film Corporation di Lewis J. Selznick, la Famous Players-Lasky Co. e altri studios. Due anni più tardi, dopo aver realizzato quasi mille lungometraggi, la Kalem Company venne acquistata e incorporata dalla Vitagraph che ne comprò il catalogo per 100.000 dollari.

### Registi
I registi che lavorarono per la compagnia furono: William Beaudine, Kenean Buel, Robert Ellis, James W. Horne, J.P. McGowan, George Melford, Harry F. Millarde, Rube Miller, Tom Moore, Sidney Olcott, Hamilton Smith, Robert Vignola.

## Galleria d'immagini

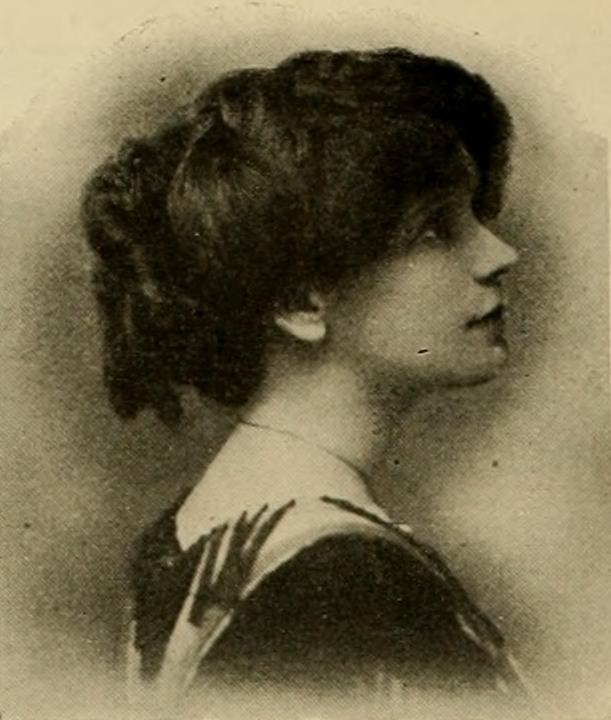
Gene Gauntier (1914)
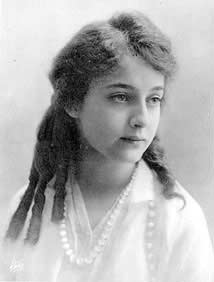
Marguerite Courtot (1915)
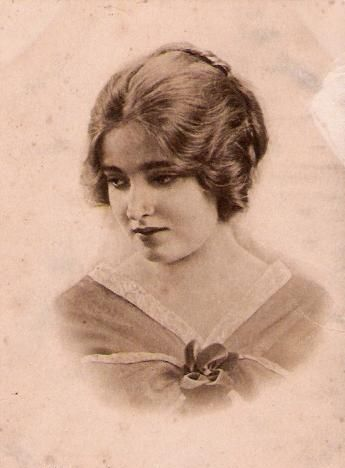
Alice Joyce
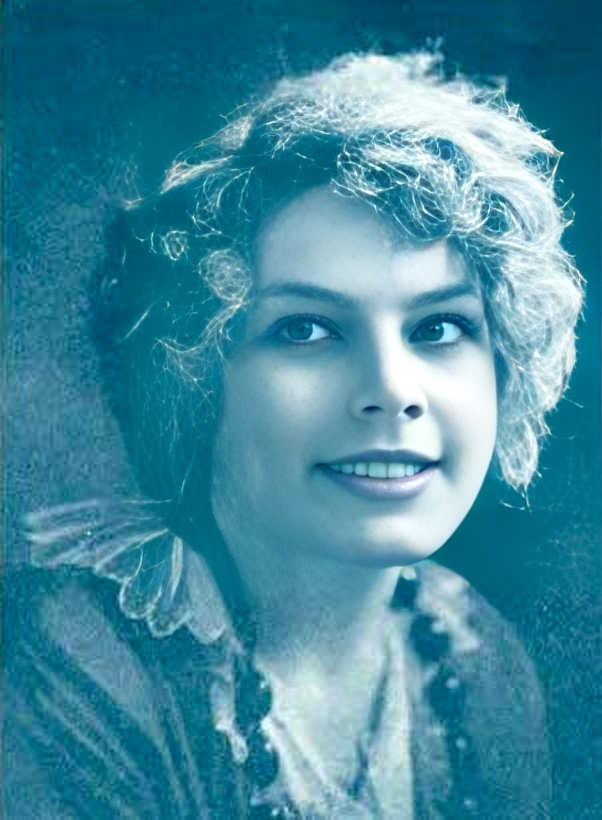
Cleo Ridgely (1916)
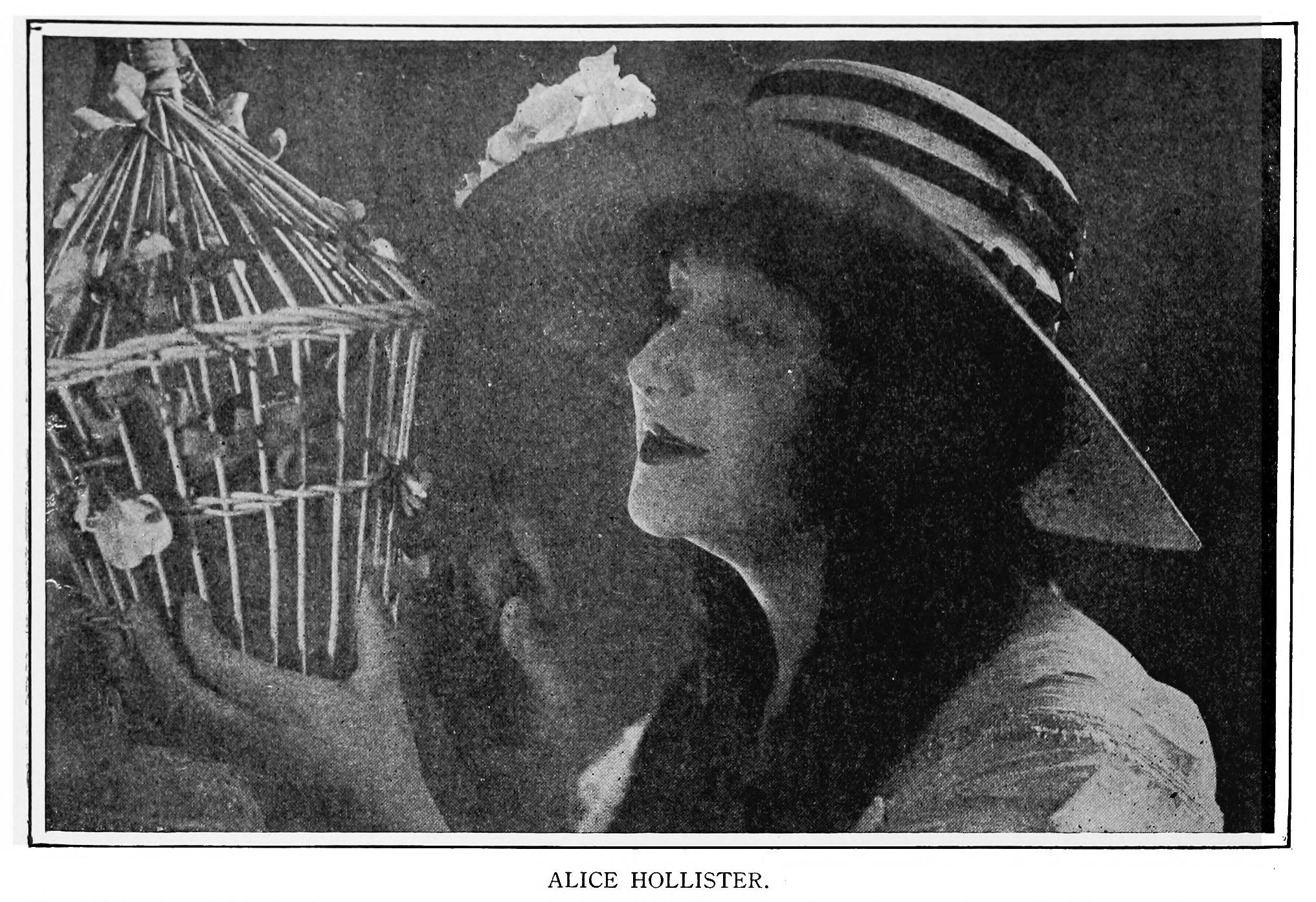
Alice Hollister (1916)
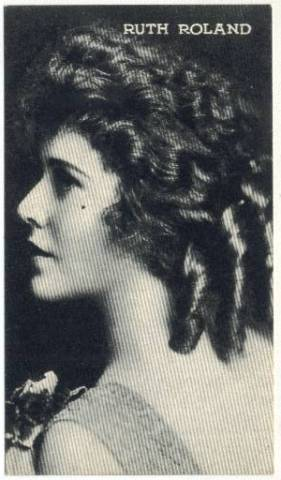
Ruth Roland (1917)

## Attori
Attrici e attori della Kalem: Stewart Baird, Richard Bartlet, William Bestman, Francelia Billington, Carlyle Blackwell, Clare Blandick, Irene Boyle, Frank Brady, Gladys Bradly, Jack J. Clark, Ethel Clifton, Joseph Conyers, Guy Coombs, James Cooper, Charlotte Courtot, Marguerite Courtot, Helen Daley, Edgar Davenport, Yancsi Dolly, Arthur Donalson, Ethel Eastcourt, Robert Ellis, Gene Gauntier, Henry Hallam, Alfred Hansworth, Alice Hollister, Doris Hollister, Gordon Hollister, George Hollister jr., Helen Holmes, Makato Inokuchi, Alice Joyce, Rose King, Frank Lanning, Helen Lindroth, John Mackin, Thomas McGrath, Elsie McLeod, Harry F. Millarde, Mary Moore, Tom Moore, Otto Neimeyer, Muriel Ostriche, Howard Oswald, Robert Patterson, Richard Purdom, Knute Rahm, Cleo Ridgely, George Romain, Benjamin Ross, Marin Sais, Daisy Smith, Robert G. Vignola, Robert Walker, Austin Webb, Jane Wolfe, Lucille Young.

## Filmografia parziale
- The Legend of Sleepy Hollow – cortometraggio (1908)
- The Half Breed – cortometraggio (1908)
- The Mystic Swing – cortometraggio (1909)
- The Octoroon: The Story of the Turpentine Forest, regia di Sidney Olcott – cortometraggio (1909)
- Pure Gold – cortometraggio (1910)
- The New Cook – cortometraggio (1911)
- Rory O'More, regia di Sidney Olcott e Robert G. Vignola – cortometraggio (1911)
- The Belle of New Orleans, regia di George LeSoir – cortometraggio (1912)
- The Amateur Burglar – cortometraggio (1911)
- The Borrowed Baby – cortometraggio (1910)
- From the Manger to the Cross; or, Jesus of Nazareth, regia di Sidney Olcott (1912)
- The Banker's Daughter, regia di Fred Loomis – cortometraggio (1912)
- The Strange Story of Elsie Mason, regia di Edmund Lawrence – cortometraggio (1912)
- The Plot That Failed, regia di George Melford – cortometraggio (1912)
- The Mission of a Bullet, regia di Pat Hartigan – cortometraggio (1913)
- The Boomerang, regia di George Melford – cortometraggio (1913)
- The Message of the Palms, regia di Robert G. Vignola – cortometraggio (1913)
- The War Correspondent, regia di Robert G. Vignola – cortometraggio (1913)
- The Scimitar of the Prophet, regia di Robert G. Vignola – cortometraggio (1913)
- The River Pirates, regia di J.P. McGowan – cortometraggio (1913)
- Man's Greed for Gold, regia di Robert G. Vignola – cortometraggio (1913)
- The Hidden Witness, regia di Robert G. Vignola – cortometraggio (1913)
- A Stolen Identity, regia di Robert G. Vignola – cortometraggio (1913)
- The Lost Diamond, regia di Robert G. Vignola – cortometraggio
- The Smuggler, regia di Robert G. Vignola – cortometraggio (1913)
- The Vampire, regia di Robert G. Vignola – cortometraggio (1913)
- Motion Picture Dancing Lessons – cortometraggio (1913)
- Our New Minister, regia di Kenean Buel – cortometraggio (1913)
- The Octoroon, regia di Sidney Olcott – cortometraggio (1913)
- Uncle Tom's Cabin, regia di Sidney Olcott e Kenean Buel – cortometraggio (1913)
- The Hunchback, regia di Kenean Buel – cortometraggio (1913)
- Entertaining Uncle, regia di Pat Hartigan – cortometraggio (1913)
- Only One Shirt – cortometraggio (1914)

- The Fatal Portrait, regia di Edmund Lawrence – cortometraggio (1914)
- In Wolf's Clothing, regia di Robert G. Vignola – cortometraggio (1914)
- The Storm at Sea, regia di Robert G. Vignola – cortometraggio (1914)
- The Devil's Dansant, regia di Robert G. Vignola – cortometraggio (1914)
- Seed and the Harvest, regia di Robert G. Vignola – cortometraggio (1914)
- The False Guardian, regia di Robert G. Vignola – cortometraggio (1914)
- A Midnight Tragedy, regia di Robert G. Vignola – cortometraggio (1914)
- The Man of Iron, regia di Robert G. Vignola – cortometraggio (1914)
- The Girl and the Explorer, regia di Tom Moore – cortometraggio (1914)
- The Rajah's Vow, regia di George Melford – cortometraggio (1914)
- Fate's Midnight Hour, regia di Kenean Buel – cortometraggio (1914)
- The Prodigal, regia di Tom Moore – cortometraggio (1914)
- The School for Scandal, regia di Kenean Buel (1914)
- The Major's Secretary, regia di Kenean Buel – cortometraggio (1914)
- The Adventure at Briarcliff, regia di Tom Moore – cortometraggio (1915)
- The Cabaret Singer, regia di Tom Moore – cortometraggio (1915)

- A Bottled Romance – cortometraggio (1914)
- Midnight at Maxim's, regia di George L. Sargent (1915)
- The First Commandment, regia di Tom Moore – cortometraggio (1915)
- Don Cesare di Bazan (Don Caesar de Bazan), regia di Robert G. Vignola (1915)
- The Runaway Wife. regia di Kenean Buel (1915)
- The Ventures of Marguerite, regia di Robert Ellis, John Mackin, Hamilton Smith - serial (1915)
- The Black Crook, regia di Robert G. Vignola (1915)
- The Apaches of Paris, regia di Robert Ellis (1915)
- The Seventh Commandment, regia di Tom Moore (1915)
- She Came, She Saw, She Conquered, regia di Robert Ellis (1916)